# آيسايا بومان
آيسايا بومان (بالإنجليزية: Isaiah Bowman)‏ ـ (ولد في واترلو بمقاطعة أونتاريو الكندية في 26 ديسمبر 1878، وتوفي في بالتيمور بالولايات المتحدة الأمريكية 1950) جغرافي أمريكي، رأس عدة بعثات علمية الي أمريكا الجنوبية، صحب الرئيس توماس ولسن عدة بعثات علمية الي أمريكا الجنوبية، صحب الرئيس توماس ولسن في مؤتمر فرساي مستشارا في شئون تخطيط الحدود. أسندت إليه نفس المهمة في وزارة الخارجية في الحرب العالمية الثانية رئيس جامعة جونز هوبكينز (1935 – 1948)

## مؤلفاته
له عدة مؤلفات في الجغرافية السياسية منها:
- أمريكا الجنوبية (1915)
- جبال الأنديز في جنوب بيرو (1916)
- العالم الحديث : مشاكل في الجغرافية السياسية (1922).

## روابط خارجية
- آيسايا بومان على موقع الموسوعة البريطانية (الإنجليزية)